# Kosatec sibiřský
Kosatec sibiřský (Iris sibirica L.) je vytrvalá bylina z čeledi kosatcovitých (Iridaceae), která roste v Evropě, mírných oblastech Asie a roztroušeně i v České republice. Na území České republiky je zákonem chráněná; patří do kategorie silně ohrožený druh. Kosatec sibiřský může dosahovat až výšky 100 cm, je to bylina, která roste v trsech. Listy jsou úzké a dlouhé, stonek dutý a okrouhlého tvaru. Květy jsou světle až tmavě modrofialové, ale jejich vnitřní část je světlejší s tmavším žilkováním. Kvetou v květnu a v červnu typicky na vlhkých až mokřadních loukách, které jsou v jarním období zaplaveny a nejsou koseny, proto roste na neudržovaných loukách. Celá rostlina je jedovatá.
Kosatec sibiřský je charakteristickým zástupcem bezkolencových luk patřící v Česku mezi ohrožené druhy – v červeném seznamu zařazen do kategorie C2. Tato rostlina se dá použít a využívá se pro kořenové čističky odpadních vod. Nicméně v Česku se jedná o chráněný druh a na jeho použití by mělo být vydáno patřičné povolení. V roce 2010 se stal německou Rostlinou roku.

## Pojmenování
Lidově se kosatci přezdívá mečík. Samotný latinský název, Iris sibirica, odkazuje k starořeckému bohu duhy a k místu, kde kosatec přirozeně divoce roste, Sibiři. Pro kosatec sibiřský (Iris sibirica) se využívají další latinská označení:
- Iris pratensis (Lam.)
- Limnirion sibiricum (L.) Opiz
- Xyridion sibiricum (L.) Klatt
- Xiphion sibiricum (L.) Schrank

či v české literatuře je možné se setkat s alternativními názvy:
- kosatec luční (dle Presl 1819)
- kosač sibirský (dle Opiz 1852)

## Popis

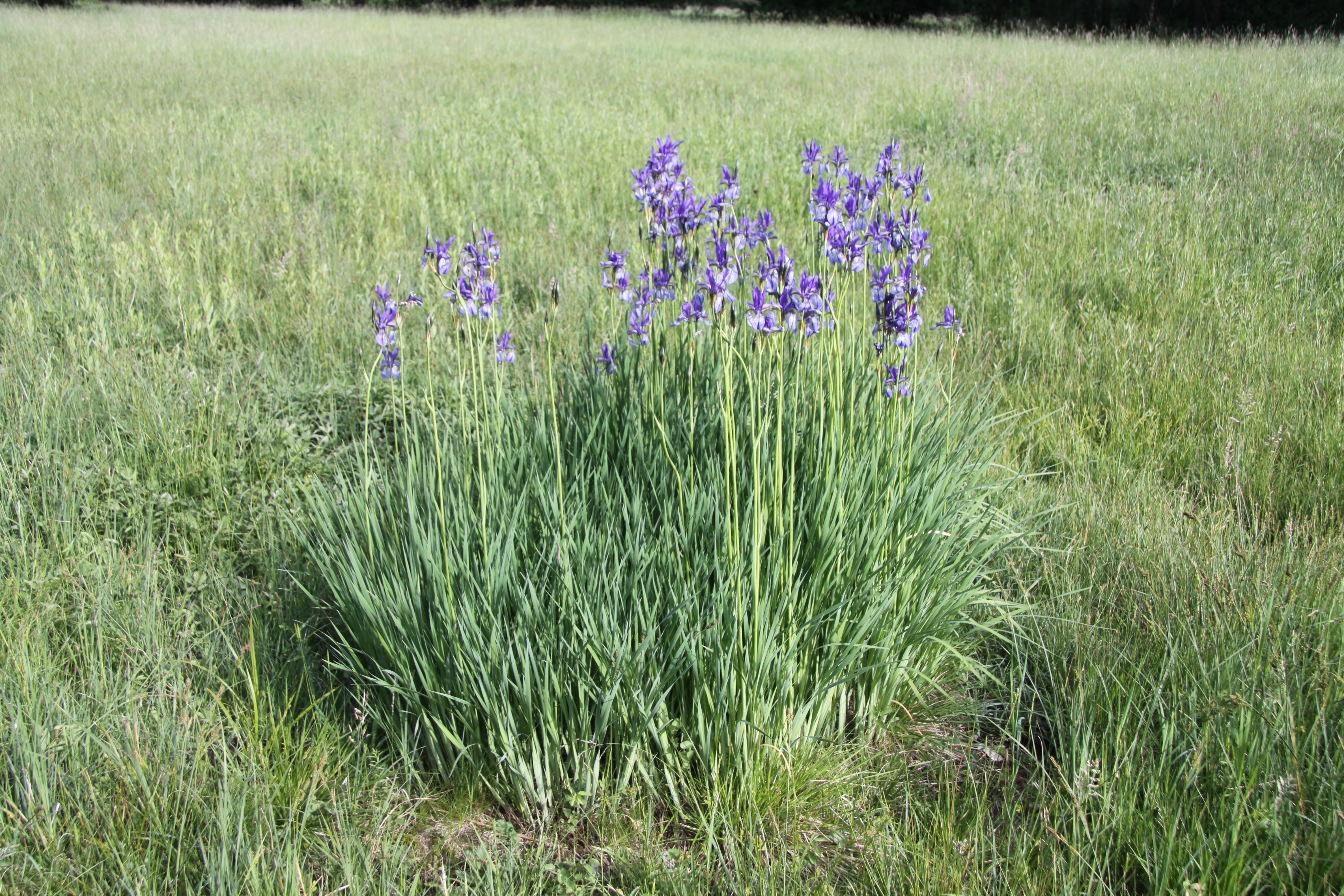
Charakteristický trs kosatce sibiřského

Kosatec sibiřský je vytrvalá bylina rostoucí v trsech, která může dosahovat výšky 50 až 120 cm. Této výšky rostlina dosahuje po dvou až pěti letech růstu. Má přímou, oblou lodyhu, která je stejně dlouhá či delší než listy. Stonek je dutý a okrouhlého tvaru. Podzemní oddenek je silný a krátce plazivý.

### Listy
Listy jsou zelené a 2 až 10 mm široké, délkou 25 až 80 cm  jsou kratší než stonek, který nese květ, a mají trávovitý vzhled.

### Květ

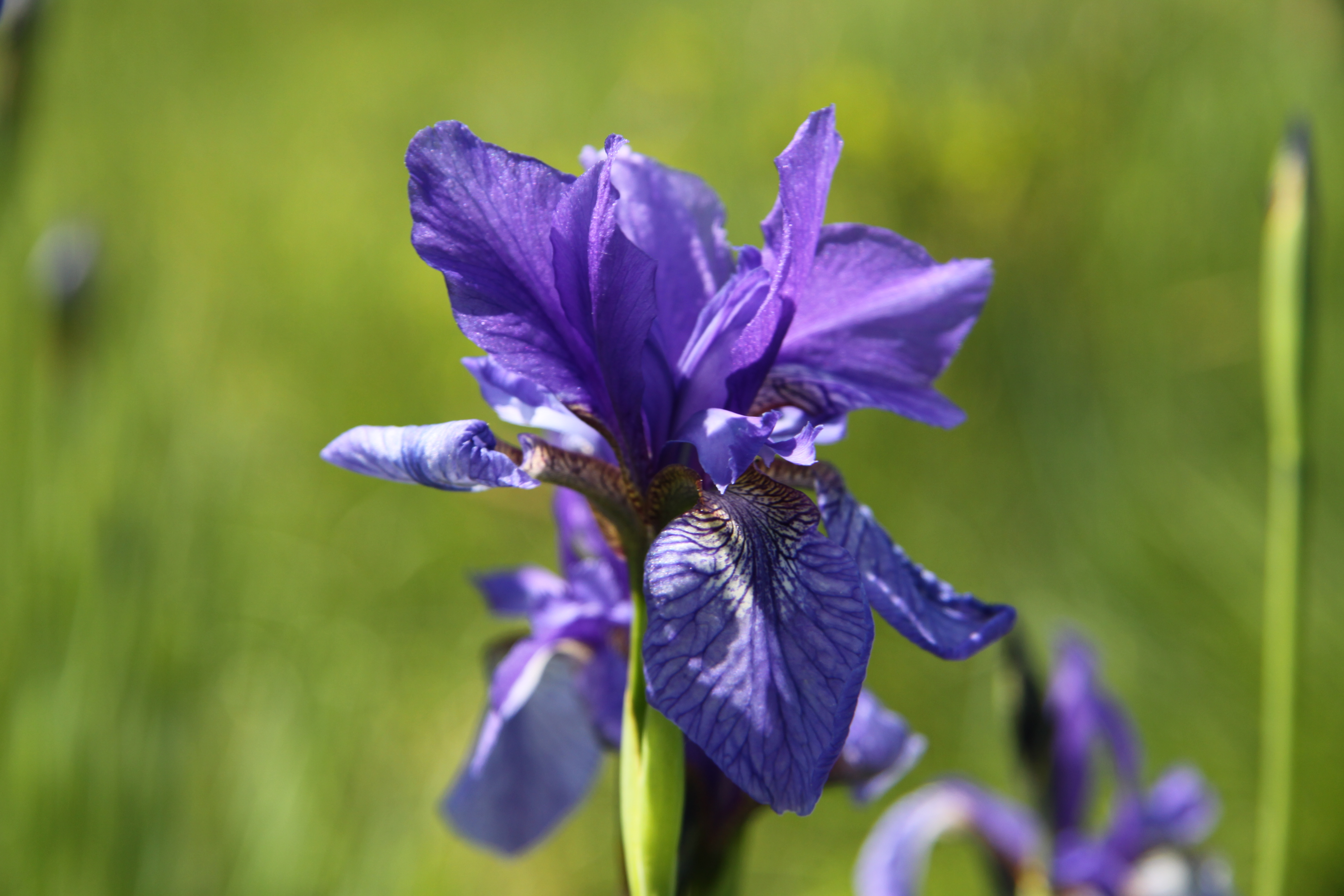
Detail květu

Květy vyrůstají většinou v počtu jednoho až třech (ojediněle až pěti) v paždí listenů, jsou světle až tmavě modrofialové, ale jejich vnitřní část je světlejší s tmavším žilkováním. Občas může být některý z květů i bílý. Květy jsou pravidelné, trojčetné a dorůstají velikosti 5 až 7 centimetrů. Okvětní lístky srůstají ve spodní části v trubku, která je 4 až 7 mm velká. Vnější modré až modrofialové okvětní lístky plátky jsou ohnuté nazpět a na jejich bázi je bílá či žlutá skvrna s fialovou žilnatinou. Svrchní strana vnějších okvětních lístků je lysá. Kvetou v květnu a v červnu typicky na vlhkých až mokřadních loukách, které jsou v jarním období zaplaveny a nejsou koseny, proto roste na neudržovaných loukách. Samotné květy jsou nevonné či vonné jen velmi slabě.

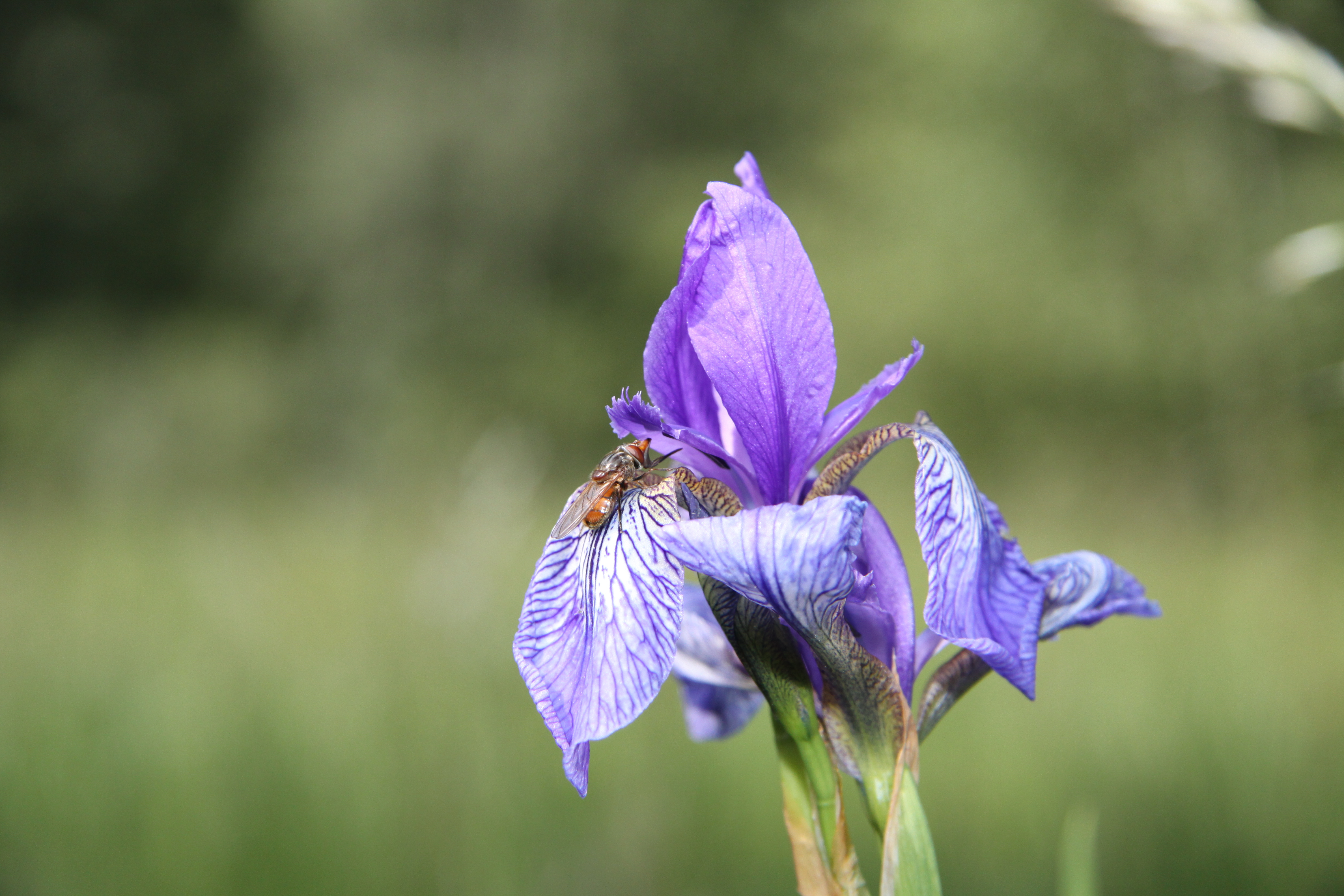
Opylování květu hmyzem

Květy jsou hermafroditi, to znamená, že mají jak samčí tak i samičí orgány, na opylování se podílí hmyz. Nicméně rostlina je schopna i samovolného opylení. Tři tyčinky se nacházejí uvnitř květu, jejich prašníky jsou ukryty pod lalokem čnělky.

### Semena

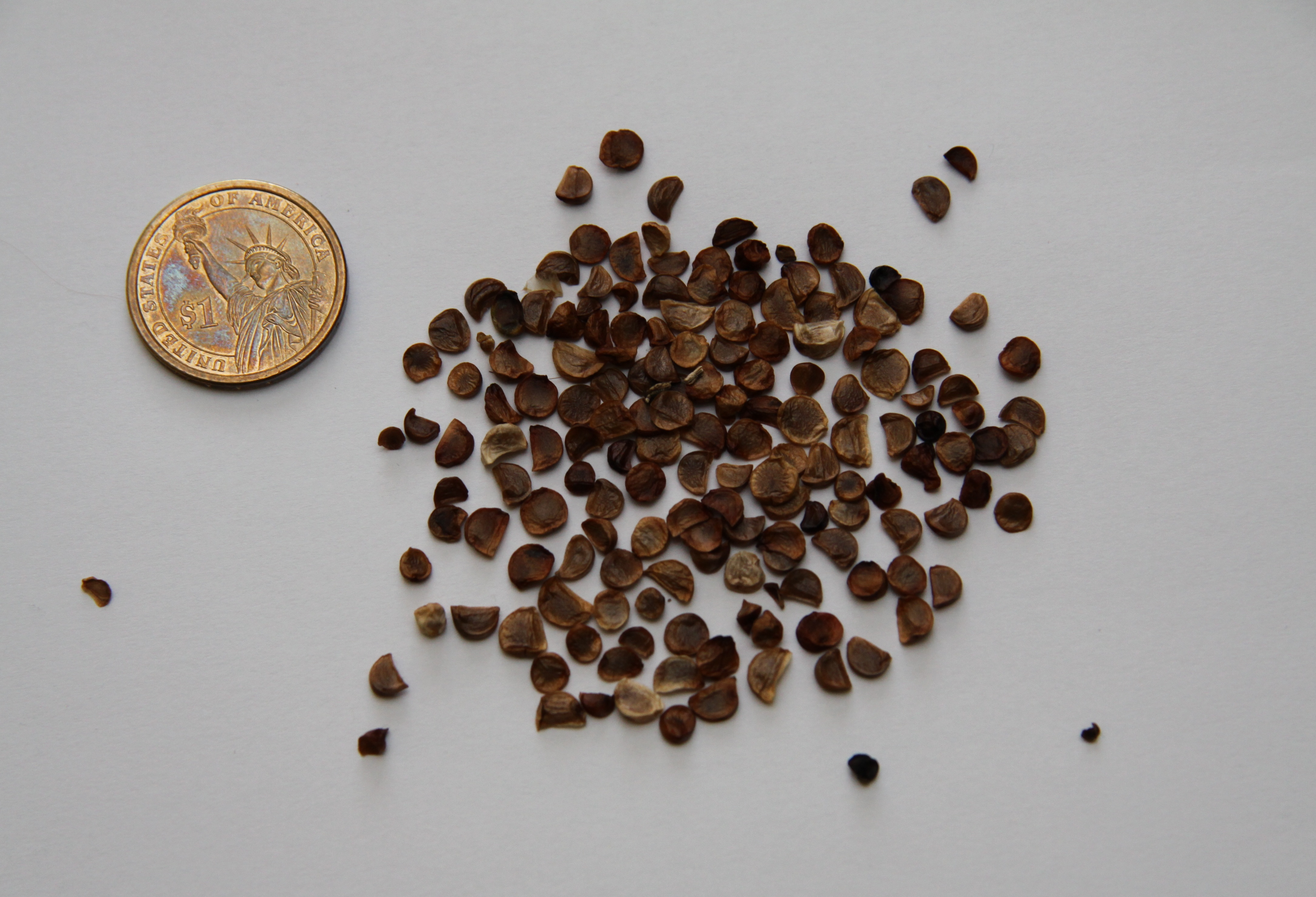
Semena kosatce sibiřského

Semena dozrávají mezi srpnem a zářím. Po dozrání jsou semínka kosatce zploštělá a hnědé barvy, o velikosti několika milimetrů. Jsou ukryta v trojpouzdré, několik centimetrů velké oválné, mírně hrotité tříhranné tobolce. Vyzrálá tobolka se pak od vrcholové části otvírá, čímž dochází k uvolňování semen. Tyto uschlé tobolky jsou od podzimu až do jara dobře viditelnou částí rostliny umožňující její snadné objevení v terénu mezi ostatní vegetací.

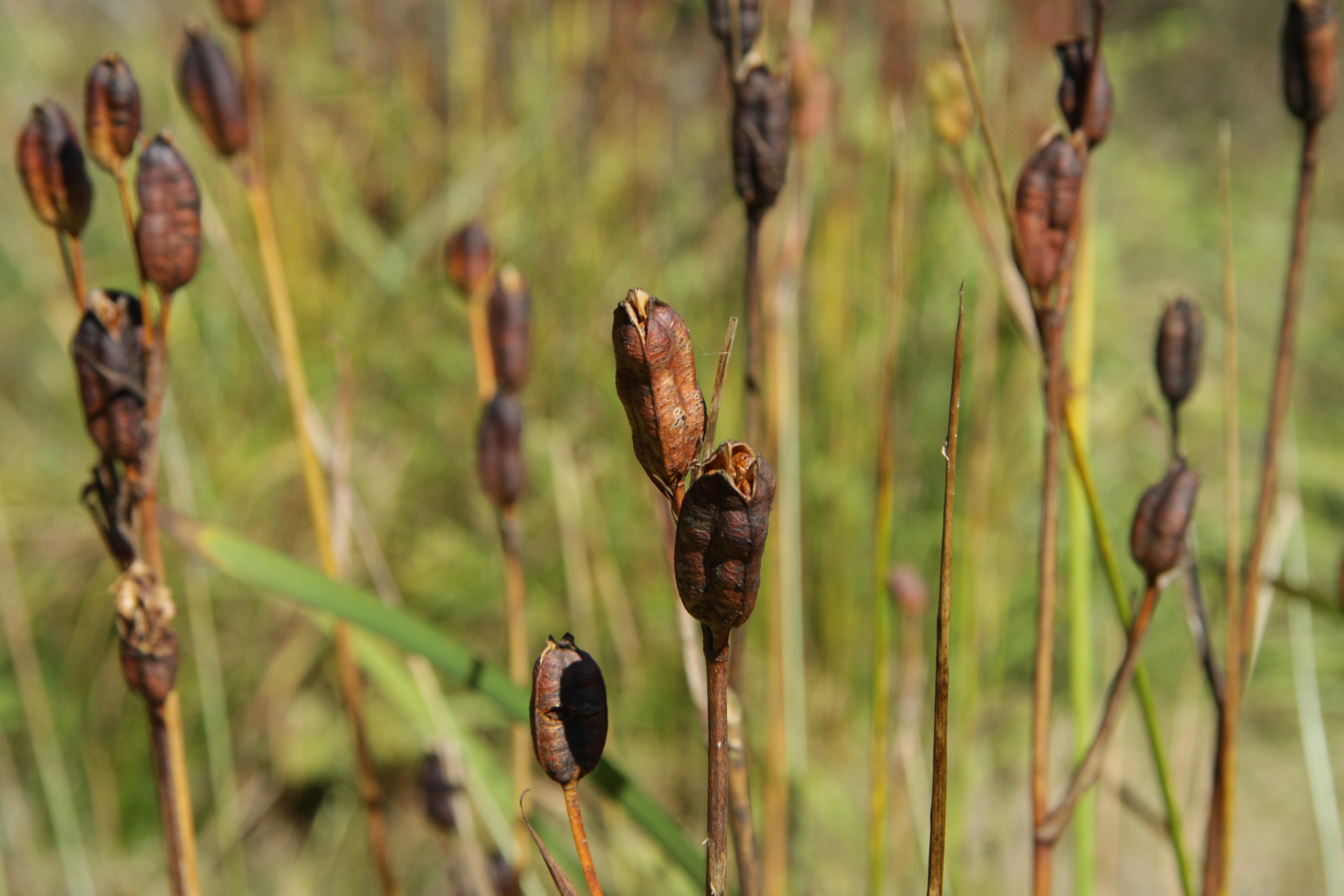
Detail uschlých tobolek

## Rozšíření
Kosatec sibiřský roste na území Evropy, včetně České republiky, a v oblastech mírné Asie až po Japonsko. Za původní areál výskytu je považována severní Asie, východní a střední Evropa, konkrétně území Turecka, Arménie, Ázerbájdžánu, Ruska, v Evropě pak v Rakousku, Česku, Německu, Slovensku, Polsku, Maďarsku, Švýcarsku, Běloruska, Estonska, Litvy, Lotyšska, Moldavy, Ukrajiny, Bulharska, na území států bývalé Jugoslávie, Itálie, Rumunska a Francie. Oproti tomu jeho výskyt v severní Americe, konkrétně v Kanadě v provincii Ontario, v USA ve státech Connecticut, Maine, Massachusetts, New York, Pensylvánie, Virginie a Kalifornie a na Britských ostrovech je až druhotný. V tomto areálu se vyskytuje v pásmu od nížin až po podhůří. Obývá vlhké slatinné a rašelinné louky, dále mokřiny, břehy a další místa, která jsou alespoň v předjaří zaplavena vodou. Většinou preferuje oblasti, kde je půda bahnitá, hlinitá, výživná a vápnitá.
Naopak je citlivý na vysoké koncentrace solí v půdě, taktéž špatně snáší kosení luk. Z toho důvodu roste převážně na nekultivovaných areálech.

### Česká republika

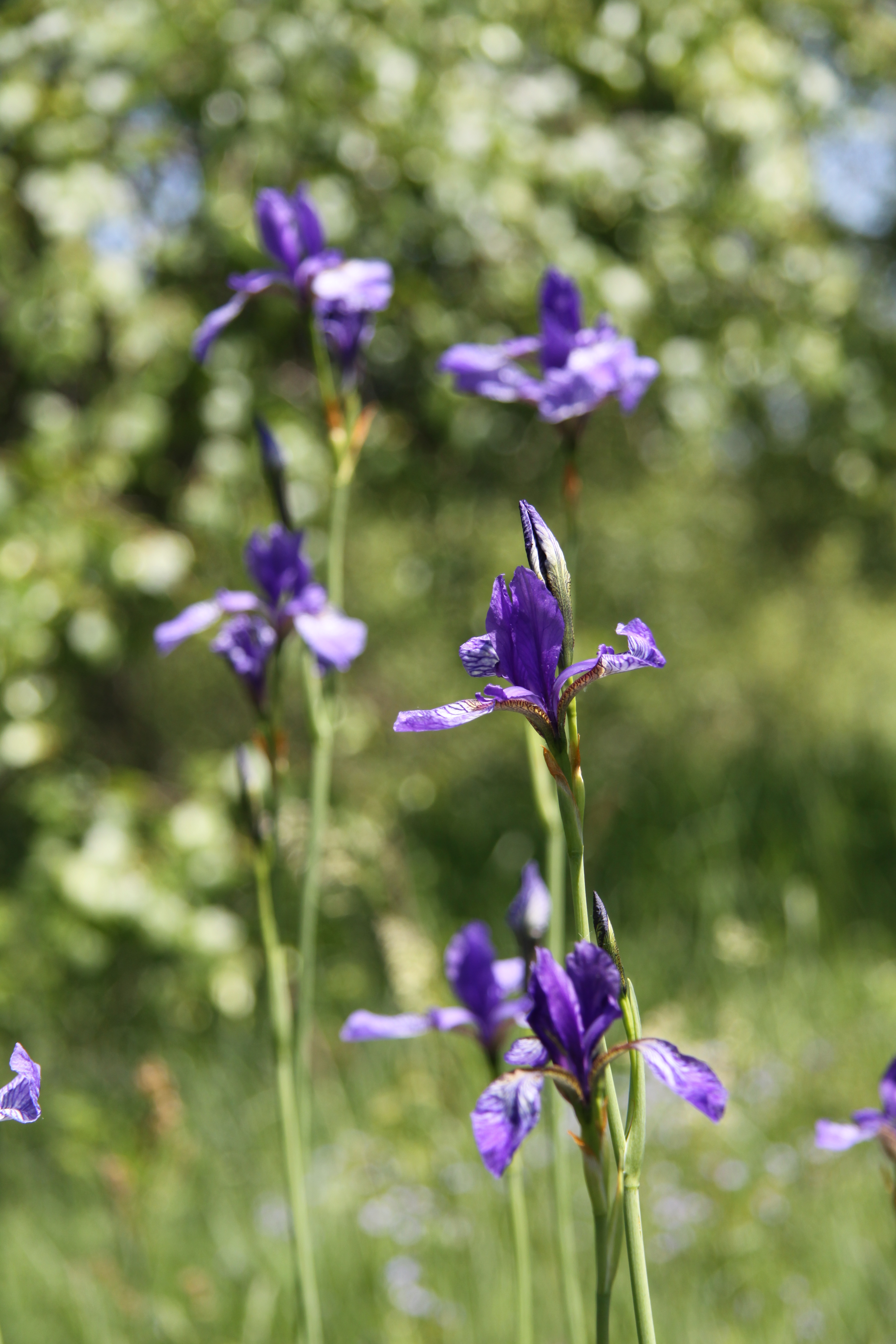
Na jednom květonosném stonku vykvetou většinou 2 až 3 květy

V České republice je kosatec sibiřský vzácný, jelikož ve druhé polovině 20. století byla jeho stanoviště systematicky rekultivována a odvodňována meliorací, což mělo za následek ústup druhu z těchto lokalit. Aktuálně se zdá, že jeho ústup se zastavil, jak se změnilo využívání krajiny pro zemědělské účely. V současnosti kosatec sibiřský kvete v řadě chráněných území, jako například v přírodní památce Novoveská draha, Mastnice, v přírodní rezervaci Březina a dalších lokalitách.

### Ohrožení

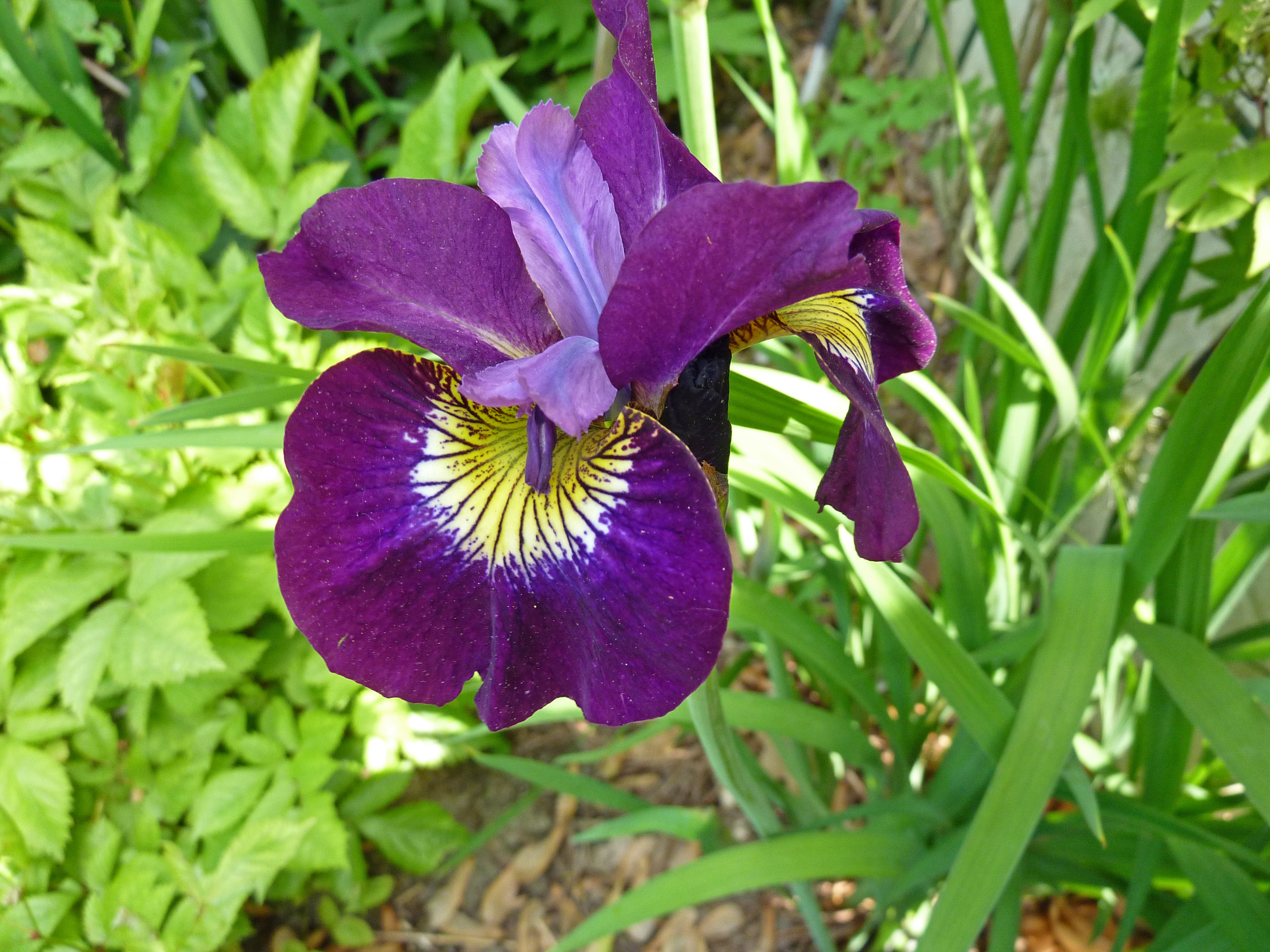
Jeden z mnoha kultivarů, 'Sultan's Ruby'

Kosatec sibiřský je v České republice zanesen v Červeném seznamu jako ohrožený druh zařazený do skupiny C2; zákon (podle vyhlášky MŽP ČR č. 395/1992 Sb) ho hodnotí jako silně ohrožený druh §2. Na území Slovenska je řazen mezi zranitelné druhy (VU) a je zde taktéž chráněn. Podobně je tomu i v Maďarsku, Srbsku, Polsku, Bělorusku, Litvě, Lotyšsku, Francii a ve Švýcarsku.

## Škůdci
Rostlina může být napadnuta zástupci slimáků, hlemýžďovitých či třásnokřídlých (Thysanoptera). Taktéž se může stát obětí plísně šedé (Botrytis cinerea).

## Využití
Kosatec sibiřský je oblíbený jako zahradní květina, která snese i poměrně suché stanoviště, nicméně vhodnější je výsadba do oblasti s vlhkou až mokrou půdou. Pro okrasné účely byla vyšlechtěna celá řada kultivarů a hybridů, včetně varianty s bílými, růžovými či různě modře a fialově zbarvenými květy. Květina se tak využívá ve květinářství pro aranžování, využívány jsou taktéž stonky s uschlými tobolkami semen. Samotné květy velice rychle vadnou, rostlina však trsy svých listů zdobí zahradu jak před květem, tak i po odkvětu.

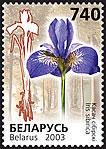
Kosatec sibiřský na běloruské známce

Tato rostlina se dá použít a využívá se pro kořenové čističky odpadních vod. Nicméně v Česku jde o chráněný druh a na jeho použití by mělo být vydáno patřičné povolení.

### Obsahové látky a jedovatost
Listy kosatce sibiřského obsahují zejména organické kyseliny, glykosid iridin, škrob, třísloviny a silice. Rostlina je podezřelá z jedovatosti, na Ukrajině však byly oddenky používány v lidové medicíně jako expektorans, při nemocech trávicí soustavy a proti zánětům.